# Vučica
Vučica (cyr. Вучица) – wieś w Czarnogórze, w gminie Danilovgrad. W 2011 roku liczyła 160 mieszkańców.